# 旧制中等教育学校の一覧 (福島県)
福島県における旧制中等教育学校の一覧（きゅうせいちゅうとうきょういくがっこうのいちらん）とは、学制改革前（第二次世界大戦前）の福島県内での旧学制の中等教育学校をまとめた一覧である。
旧制学校の名称については複数回の改称を経ている場合もあるので、代表的な名称を太字で示した。詳細な学校名称の変遷については、各学校の個別記事に記す。
後身の新制高校への移行の変遷・系譜についても合わせてまとめた。
当一覧での公立・私立の区分は現在の学校の区分を基準にしている。

## 旧制中学校

### 公立
- 福島県福島中学校（1884年）⇒ 福島尋常中学校 ⇒ 福島県尋常中学校 ⇒ 福島県第一尋常中学校 ⇒ 福島県安積中学校 ⇒ 福島県立安積中学校 ⇒《新制》福島県立安積高等学校
- 福島県尋常中学校磐城分校（1895年）⇒ 福島県第二尋常中学校 ⇒ 福島県第二中学校 ⇒ 福島県立磐城中学校 ⇒《新制》福島県立磐城高等学校
- 福島県第三尋常中学校（1898年）⇒ 福島県第三中学校 ⇒ 福島県立福島中学校 ⇒《新制》福島県立福島高等学校
- 福島県第四尋常中学校（1898年）⇒ 福島県立相馬中学校 ⇒《新制》福島県立相馬高等学校
- 私立会津中学校（1890年）⇒ 会津尋常中学校 ⇒ 会津中学校 ⇒ 福島県立会津中学校 ⇒《新制》福島県立会津高等学校
- 福島県立喜多方中学校（1918年）⇒《新制》福島県立喜多方高等学校
- 福島県立白河中学校（1922年）⇒《新制》福島県立白河高等学校
- 福島県立保原中学校（1922年）⇒《新制・統合》福島県立保原高等学校 ⇒（2023年：統合）福島県立伊達高等学校
- 福島県立安達中学校（1923年）⇒《新制》福島県立安達高等学校
- 福島県立田村中学校（1923年）⇒《新制・統合》福島県立田村高等学校
- 福島県立双葉中学校（1923年）⇒《新制》福島県立双葉高等学校

### 私立
- 石川義塾（1892年）⇒ 石川中学校（1907年）⇒《新制》学校法人石川高等学校

## 高等女学校

### 公立
- 福島町立福島高等女学校（1897年）⇒ 福島県立福島高等女学校 ⇒《新制》福島県立福島第一女子高等学校 ⇒（1949年：統合）福島県立福島女子高等学校 ⇒（2003年：共学化）福島県立橘高等学校
- 福島県立福島第二高等女学校（1941年：福島県女子師範学校に併設）⇒《新制》福島県立福島第二女子高等学校 ⇒（1949年：福島県立福島女子高等学校に統合）
- 私立会津女学校（1893年）⇒ 若松市立会津女子技芸学校 ⇒ 福島県立会津高等女学校（1909年）⇒《新制》福島県立会津女子高等学校 ⇒（2002年：共学化）福島県立葵高等学校
- 私立磐城女学校（1904年）⇒ 福島県立磐城高等女学校（1912年）⇒《新制》福島県立磐城女子高等学校 ⇒（2001年：共学化）福島県立磐城桜が丘高等学校
- 福島県安積郡立安積実科高等女学校（1911年）⇒ 福島県安積郡立安積高等女学校（1915年）⇒ 福島県立安積高等女学校 ⇒《新制》福島県立安積女子高等学校 ⇒（2001年：共学化）福島県立安積黎明高等学校
- 白河実科高等女学校（1914年）⇒ 白河町立高等女学校（1918年）⇒ 福島県西白河郡立白河高等女学校 ⇒ 福島県立白河高等女学校 ⇒《新制》福島県立白河女子高等学校 ⇒（1997年：共学化）福島県立白河旭高等学校
- 四行塾（1903年）⇒ 中村町立相馬女学校 ⇒ 相馬郡立相馬女子技芸学校 ⇒ 福島県相馬実科女学校 ⇒ 福島県相馬高等女学校（1920年）⇒ 福島県立相馬高等女学校 ⇒《新制》福島県立相馬女子高等学校 ⇒（2003年：共学化）福島県立相馬東高等学校 ⇒（2022年：統合）福島県立相馬総合高等学校
- 中村町立実践女学校（1923年）⇒ 中村高等女子職業学校 ⇒ 中村女子商業学校 ⇒ 中村町立中村高等女学校（1946年）⇒《新制・統合》福島県立新地高等学校中村分校 ⇒（1950年：統合）福島県立相馬高等学校定時制家庭課程別科 ⇒（1955年：定時制家庭課程別科を移管）福島県立相馬女子高等学校 ⇒（2022年：統合）福島県立相馬総合高等学校
- 福島県立喜多方高等女学校（1928年）⇒《新制・統合》福島県立喜多方女子高等学校 ⇒（2000年：共学化）福島県立喜多方東高等学校 ⇒（2021年：統合）福島県立喜多方高等学校
- 喜多方町立耶麻高等女学校 ⇒（1948年：福島県立喜多方女子高等学校に統合）
- 郡山実践女学校（1923年）⇒ 郡山市立淑徳女学校 ⇒ 福島県郡山淑徳女学校 ⇒ 福島県郡山高等女学校（1942年）⇒ 福島県立郡山高等女学校 ⇒《新制》福島県立郡山女子高等学校 ⇒（1998年：共学化）福島県立郡山東高等学校
- 小名浜町立小名浜実科高等女学校（1940年）⇒ 小名浜高等女学校（1942年）⇒《新制・統合》福島県立小名浜高等学校 ⇒（2021年：統合）福島県立小名浜海星高等学校
- 裁縫専修科（1891年）⇒ 猪苗代裁縫学校 ⇒ 公立青年学校猪苗代町裁縫女学校 ⇒ 猪苗代町立猪苗代実科女学校 ⇒ 猪苗代町立猪苗代高等女学校（1943年）⇒《新制・統合》福島県立猪苗代高等学校
- 裁縫専修学校（1903年）⇒ 福島県須賀川実科高等女学校 ⇒ 須賀川高等女学校（1943年）⇒《新制・統合》福島県立須賀川高等学校 ⇒（1963年：分離）福島県立須賀川女子高等学校 ⇒（1995年：共学化） 福島県立須賀川桐陽高等学校
- 本宮実業補習学校（1908年）⇒ 福島県本宮実科高等女学校 ⇒ 福島県本宮高等女学校（1943年）⇒《新制》福島県立本宮高等学校
- 裁縫補習科（1909年）⇒ 福島県川俣実科高等女学校 ⇒ 福島県川俣高等女学校（1943年）⇒《新制・統合》福島県立川俣高等学校
- 三町村組合立保原実業補習学校（1909年）⇒ 保原町立保原実業補習学校 ⇒ 町立保原実践女学校 ⇒ 町立保原実科高等女学校 ⇒ 保原町立保原高等女学校（1943年）⇒《新制・統合》福島県立保原高等学校 ⇒（2023年：統合）福島県立伊達高等学校
  - 保原町裁縫女学校 ⇒（保原実践女学校に統合）
- 桑折町立桑折家政女学校 ⇒ 桑折実科高等女学校 ⇒ 桑折高等女学校 ⇒《新制・統合》福島県立保原高等学校桑折分校 ⇒（本校に吸収）
- 梁川町立実科高等女学校（1919年）⇒ 福島県梁川高等女学校（1943年）⇒《新制》福島県立梁川高等学校 ⇒（2023年：統合）福島県立伊達高等学校
- 二本松町立実業補修学校 ⇒ 二本松実科高等女学校（1914年）⇒ 福島県二本松高等女学校（1943年）⇒ 福島県立安達高等女学校 ⇒《新制》福島県立安達女子高等学校 ⇒（1950年：統合）福島県立安達高等学校
- 精華女子補習学校（1914年）⇒ 坂下町立坂下実科高等女学校 ⇒ 坂下町立坂下高等女学校（1943年）⇒《新制・統合》福島県立会津農業高等学校 ⇒（1954年：普通科を分離独立）福島県立坂下高等学校 ⇒（2022年：統合）福島県立会津西陵高等学校
- 三春町立三春実科高等女学校（1920年）⇒ 福島県三春高等女学校（1943年）⇒《新制・統合》福島県立田村高等学校
- 福島県石川実科女学校（1923年）⇒ 福島県石川高等女学校（1943年）⇒《新制》福島県立石川女子高等学校 ⇒（1949年：共学化）福島県立石川高等学校
- 原町立原町実科高等女学校（1926年）⇒ 組合立原町実科高等女学校 ⇒ 原町立原町実科高等女学校 ⇒ 原町立原町高等女学校（1943年）⇒《新制・統合》福島県立原町高等学校
- 福島県浪江実科高等女学校（1927年）⇒ 福島県浪江高等女学校（1943年）⇒ 福島県立浪江高等女学校 ⇒《新制》福島県立浪江女子高等学校 ⇒ 福島県立浪江高等学校（1949年）⇒（2015年：統合）福島県立ふたば未来学園中学校・高等学校
- 福島県湯本実科高等女学校（1942年）⇒ 福島県湯本高等女学校（1943年）⇒《新制》福島県立湯本高等学校 ⇒（2022年：統合）福島県立いわき湯本高等学校
- 福島県植田実科高等女学校（1942年）⇒ 福島県石城郡植田高等女学校（1943年）⇒ 福島県植田高等女学校 ⇒《新制》福島県立植田高等学校 ⇒（1949年：統合）福島県立磐城農業高等学校 ⇒ 福島県立磐城農工高等学校 ⇒ 福島県立磐城農業高等学校（1962年）
- 福島県棚倉実科高等女学校（1924年）⇒ 福島県棚倉高等女学校（1944年）⇒ 福島県立棚倉高等女学校 ⇒《新制》福島県立棚倉高等学校 ⇒（2009年：統合）福島県立修明高等学校
- 若松実業女学校（1924年）⇒ 福島県若松高等女学校（1947年）⇒ 福島県立若松高等女学校 ⇒《新制》福島県立若松女子高等学校 ⇒（2002年：共学化）福島県立会津学鳳高等学校 ⇒（2007年：中高一貫化）福島県立会津学鳳中学校・高等学校
- 内郷村立家政女学校 ⇒《新制・統合》福島県立内郷高等学校 ⇒ 福島県立いわき総合高等学校（2004年）
- 富岡実科高等女学校（1932年：閉校）

### 私立
- 福島成蹊女学校（1913年）⇒ 福島成蹊女子商業学校 ⇒《新制》福島成蹊女子高等学校 ⇒ 福島成蹊高等学校 ⇒ 福島成蹊中学校・高等学校（2009年）
- 若松裁縫女学校（1923年）⇒ 若松女子商業学校 ⇒《新制》石山女子高等学校 ⇒ 若松第一高等学校 ⇒ 会津北嶺高等学校（2017年）

## 実業学校

### 公立

#### 信夫
- 福島県蚕業学校（1896年）⇒ 福島県立蚕業学校 ⇒ 福島県立蚕業農学校 ⇒（1944年：統合）福島県立福島農学校 ⇒《新制》福島県立福島農蚕高等学校 ⇒ 福島県立福島明成高等学校（1997年）
  - 福島県信夫郡立農学校（1910年）⇒ 福島県立信夫農学校 ⇒（1944年：福島県立蚕業農学校へ統合）
- 福島町立福島商業補習学校 ⇒ 福島市立商業学校 ⇒ 福島県立福島商業学校 ⇒《新制》福島県立福島商工高等学校 ⇒（福島市立福島女子商業高等学校 と統合）福島県立福島商業高等学校
  - 福島町立福島商業補習学校夜学部（1900年）⇒ 福島市立商業補習学校 ⇒ 福島市立商工実務学校男子部（1922年）⇒ 福島市立商業実務学校 ⇒ 福島県福島市商業実務青年学校（1935年）⇒（1944年：廃止、工手青年学校に統合)
- 福島町立福島商業補習学校夜学部（1900年）⇒ 福島市立商業補習学校 ⇒ 福島市立商工実務学校女子部（1922年）⇒ 福島県福島市立家政女学校（1931年）⇒ 公立青年学校福島県福島市家政女学校 ⇒ 福島県福島高等家政女学校 ⇒ 福島市立福島女子商業学校 ⇒《新制》福島市立福島女子商業高等学校 ⇒（1949年：福島県立福島商業高等学校に統合）

#### 伊達
- 川俣町立川俣染織補習学校（1908年）⇒ 福島県立川俣染織学校 ⇒ 福島県立川俣工業学校（1928年）⇒《新制・統合》福島県立川俣高等学校

#### 安積
- 郡山実業補習学校（1923年）⇒ 福島県郡山商工学校（1926年）⇒ 福島県郡山商業学校 ⇒（1944年：戦時非常措置）福島県郡山工業学校 ⇒ 福島県郡山商工学校 ⇒（1947年：工業科を福島県郡山工業学校として分離）福島県立郡山商業学校 ⇒《新制》福島県立郡山商業高等学校
- 福島県郡山工業学校（1947年）⇒《新制》福島県郡山工業高等学校 ⇒ 福島県立郡山工業高等学校 ⇒（1977年：福島県立郡山西工業高校と統合）福島県立郡山北工業高等学校

#### 岩瀬
- 須賀川町立商業補習学校（1907年）⇒ 福島県須賀川町立商業学校（1919年）⇒ 福島県須賀川商業学校 ⇒《新制・統合》福島県立須賀川高等学校 ⇒（1963年：普通科女子を福島県立須賀川女子高として分離）福島県立須賀川高等学校 ⇒（2022年：統合）福島県立須賀川創英館高等学校
- 西白河郡農学校（1908年：西白河郡白河町）⇒（1913年：県立移管）福島県農学校 ⇒（1922年：岩瀬郡須賀川町へ移転）福島県立岩瀬農学校 ⇒《新制》福島県立岩瀬農業高等学校 ⇒（1975年：岩瀬郡鏡石町へ移転）

#### 南会津
- 田島町立田島実業補習学校（1911年）⇒ 田島町立田島実業公民学校 ⇒ 福島県立田島高等公民学校 ⇒ 福島県立田島農林学校（1937年）⇒《新制》福島県立田島高等学校

#### 北会津
- 窯業徒弟学校（1895年：大沼郡本郷村）、漆器徒弟学校（1898年：北会津郡若松町）⇒（1904年：両校を統合）福島県立工業学校 ⇒ 福島県立会津工業学校（1929年）⇒《新制》福島県立会津工業高等学校
- 若松市立若松商業学校（1912年）⇒ 福島県立若松商業学校（1929年）⇒《新制》福島県立若松商業高等学校
- 福島県立会津第二工業学校（1943年）⇒《新制》福島県立会津第二高等学校

#### 耶麻
- 喜多方町立喜多方商業補習学校（1915年）⇒ 喜多方町立喜多方商業学校（1922年）⇒ 福島県喜多方工業学校（1944年）⇒ 福島県立喜多方商工学校 ⇒《新制》福島県立喜多方商工高等学校 ⇒（1963年：工業科を福島県立喜多方工業高等学校 として分離）福島県立喜多方商業高等学校 ⇒（2010年：福島県立喜多方工業高校 と統合）福島県立喜多方桐桜高等学校

#### 河沼
- 河沼郡農学校（1907年）⇒ 福島県立会津農林学校 ⇒《新制》福島県立会津農業高等学校 ⇒ 福島県立会津農林高等学校（1955年）

#### 大沼
- 大沼実業補習学校（1921年）⇒ 大沼農業補習学校 ⇒ 大沼実業公民学校 ⇒ 福島県大沼郡高田町大沼実業学校 ⇒ 福島県立大沼農学校（1947年）⇒《新制》福島県立大沼高等学校 ⇒（2022年：統合）福島県立会津西陵高等学校

#### 西白河
- 白河町立福島県白河商業学校（1927年）⇒ 白河町立福島県白河農学校 ⇒《新制》白河町立福島県白河農業高等学校 ⇒ 福島県立白河農業高等学校 ⇒ 福島県立白河農工高等学校 ⇒（1979年：白河高校より商業科移転）福島県立白河実業高等学校

#### 東白川
- 東白川農蚕学校（1908年）⇒ 福島県立東白川農蚕学校 ⇒ 福島県立東白川農学校 ⇒《新制》福島県立東白川農業高等学校 ⇒ 福島県立東白川農商高等学校 ⇒（2009年：統合）⇒ 福島県立修明高等学校

#### 田村
- 福島県田村農蚕学校（1942年）⇒ 福島県立田村農蚕学校（1947年）⇒《新制》福島県立田村農業高等学校 ⇒ 福島県立小野新町高等学校 ⇒ 福島県立小野高等学校（1955年）

#### 石城
- 小名浜町立小名浜実業補習学校（1907年）⇒ 福島県小名浜実業学校 ⇒《新制・統合》福島県立小名浜高等学校 ⇒（2021年：統合）福島県立小名浜海星高等学校
- 福島県水産講習所（1934年）⇒ 福島県立小名浜水産学校 ⇒《新制》福島県立小名浜水産高等学校 ⇒ 福島県立いわき海星高等学校（1995年）⇒（2021年：統合）福島県立小名浜海星高等学校
- 平商業補習学校（1913年）⇒ 福島県平商業学校（1920年）⇒ 福島県立平商業学校 ⇒《新制》福島県立平商業高等学校
- 内郷村立農業補習学校（1914年）⇒ 高坂実業補習学校 ⇒ 内郷第三実業補習学校 ⇒ 内郷農業補習学校 ⇒ 内郷町立内郷青年学校 ⇒《新制・統合》福島県立内郷高等学校 ⇒ 福島県立いわき総合高等学校（2004年）
- 福島県立平工業学校（1940年）⇒《新制》福島県立平工業高等学校
- 福島県立磐城農業学校（1944年）⇒《新制》福島県立磐城農業高等学校 ⇒ 福島県立磐城農工高等学校 ⇒（1962年：機械科を福島県立勿来工業高等学校 として分離）福島県立磐城農業高等学校

#### 相馬
- 原町他２ヶ村組合立原町実業補習学校（1903年）⇒ 相馬郡立相馬農業学校（1908年）⇒ 福島県立相馬農蚕学校 ⇒《新制》福島県立相馬農業高等学校
- 新地実業補習学校（1906年）⇒ 農業補習学校（1922年）⇒ 新地実業公民学校 ⇒ 新地実業学校 ⇒ 公立青年学校福島県相馬郡新地村実業学校（1935年）⇒《新制》福島県立新地高等学校 ⇒（1951年：統合）福島県立相馬高等学校新地農業部（分校）⇒（1964年：独立）福島県立新地高等学校 ⇒（2022年：統合）福島県立相馬総合高等学校
- 福島県相馬商業学校（1939年）⇒（1944年：戦時非常措置）福島県相馬工業学校 ⇒ 福島県立相馬商業学校（1946年）⇒《新制・統合》福島県立原町高等学校

### 私立
- 福島電気工業学校 ⇒《新制》福島電気工業高等学校 ⇒ 電気学園福島工業高等学校 ⇒ 電気学園福島高等学校 ⇒ 松韻学園福島高等学校

## その他
- 私立学半塾